# Leverkanker

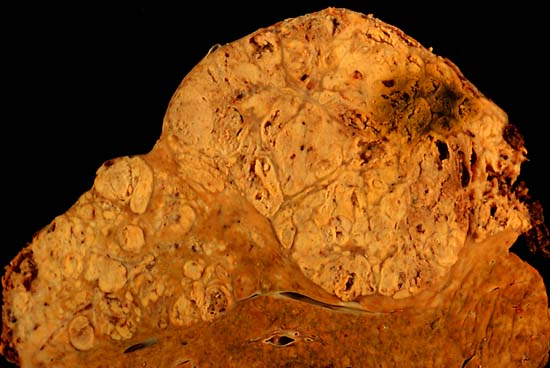
Leverkankerweefsel

Indien men van leverkanker of levercarcinoom spreekt, bedoelt men een primaire kwaadaardige tumor, dat wil zeggen een kankergezwel dat in de lever zelf is ontstaan. In de Westerse wereld komt primaire leverkanker zelden voor, en is dan vaak veroorzaakt door alcoholmisbruik. In Afrika is dit type kanker echter een van de belangrijkste doodsoorzaken: het ontbreken van voldoende, hoogwaardige eiwitten in voedsel, de frequente besmettingen met hepatitis (vooral hepatitis B), en de inname van voedsel dat is bedorven door de schimmel Aspergillus flavus, die aflatoxine produceert, zouden daar debet aan zijn.

## Primaire soorten leverkanker
Tot de kwaadaardige of 'maligne', primaire levertumoren worden gerekend:
- cholangiocarcinoom: een tumor uitgaande van de galafvoergangen;
- hepatoblastoom: een levertumor vooral bij jonge kinderen;
- angiosarcoom: een tumor uitgaande van de bloedvaten;
- hepatocellulair carcinoom: tumor uitgaande van de levercellen

De eerste symptomen verschijnen vaak pas laat. Een vol gevoel in de leverstreek, vermoeidheid, slechte eetlust (= anorexia), geelzucht en gewichtsverlies. Binnen afzienbare tijd, als de tumor gegroeid is, kan bij palpatie de tumor gevoeld worden. Patiënten kunnen ook klagen over pijn in de bovenbuik.
De prognose is, net als bij alle kankers, afhankelijk van het stadium van de ziekte. Bij een primaire levertumor, zowel als bij uitzaaiingen, zijn de vooruitzichten echter meestal niet goed.

## Leverkanker doormetastasen
Bij kanker in de lever is in Nederland en België meestal sprake van uitzaaiingen (metastasen) vanuit een kankergezwel elders in het lichaam. Vanuit een tumor laten de kwaadaardige cellen zich met het bloed verslepen, waarna zij in de lever terechtkomen en zich daar kunnen vermenigvuldigen: men spreekt dan van hematogene metastasering. Levermetastasen zijn meestal afkomstig uit het maag-darmkanaal, in de vorm van een coloncarcinoom of een maagcarcinoom, en komen meestal via de leverpoortader in de lever terecht.